# Казалина (Перуђа)
Казалина је насеље у Италији у округу Перуђа, региону Умбрија.
Према процени из 2011. у насељу је живело 426 становника. Насеље се налази на надморској висини од 169 м.